# Principato di Galilea
Il Principato di Galilea fu uno dei quattro maggiori Vassalli del Regno di Gerusalemme in Palestina, secondo il giurista del XIII secolo Giovanni di Ibelin.
I possedimenti del principato vero e proprio erano attorno alla città di Tiberiade, in Galilea, ma con tutti i suoi vassalli la signoria comprendeva tutta la Galilea ed il meridione della Fenicia (l'odierno Libano); attorno al Lago di Tiberiade e lungo la valle del Giordano.
La città principale era Tiberiade, tanto che fu chiamato anche Principato di Tiberiade o la Tiberiade.

## Storia
Il principato fu istituito, almeno nominalmente, nel 1099 quando Tancredi ricevette Tiberiade, Haifa e Bethsan da Goffredo di Buglione.
Nel 1101 Baldovino I assegnò Haifa a Galdemar Carpenel, limitando il potere di Tancredi, che fu costretto a rinunciare al principato quando divenne reggente di Antiochia.
In seguito il principato divenne il feudo della famiglia Bures.
Nel maggio 1187 il figlio di Saladino al-Afḍal al comando di una forza di 7'000 cavalieri partiti da Caesarea Phillippi si scontrò e distrusse un contingente di 140 cavalieri guidati da Gérard de Ridefort, Gran Maestro dell'Ordine del Tempio.
Saladino allora assediò Tiberiade che cadde dopo sei giorni.
Il 4 luglio 1187 Saladino sconfisse i crociati venuti in soccorso di Tiberiade nella Battaglia di Hattin, a 10 km dalla città,
riconquistando il principato che tornò in mani cristiane solo per un breve periodo dal 1240 al 1247.
Dopo la caduta del principato il titolo nobiliare fu usato da parenti ed figli minori dei re di Cipro, a questi ultimi era passato il titolo di re di Gerusalemme.

## Vassalli
Il principato aveva dei vassalli che, a loro volta, avevano spesso dei vassalli minori:
- Signoria di Beirut
  - Signoria di Bāniyās
  - Signoria di Toron

- Signoria di Haifa
- Signoria di Nazaret

Il loro numero, le grandi dimensioni e l'importanza di alcuni di essi appare sproporzionata e, in qualche caso, ci sono ragioni per dubitare della posizione di sovranità del principato.
La Signoria di Sidone, anche se era situata tra i possedimenti del principato, era uno dei feudi del Regno di Gerusalemme.

## Principi di Galilea
- 1099 – 1101: Tancredi poi reggente di Antiochia
- 1101 – 1106: Ugo di Saint Omer
- 1106 – 1108: Gervasio di Bazoches
- 1109 – 1112: Tancredi di nuovo
- 1113 – 1119: Joscelin I di Edessa poi Conte di Edessa

- 1120 – 1141: Guglielmo I di Bures
- 1142 – 1148: Elinardo di Bures nipote del precedente e fratello di Eschiva di Bures
- 1148 – 1158: Guglielmo II di Bures fratello del precedente e di Eschiva di Bures
- 1159 – 1171: Gualtiero di Saint-Omer primo marito di Eschiva di Bures
- 1174 – 1187: Raimondo III di Tripoli secondo marito di Eschiva di Bures
- 1187 - 1240 il principato fu riconquistato dai musulmani, durante questo periodo furono principi titolari:
  - 1187 - 1204: Ugo II di Saint-Omer, figlio di Gualtiero e di Eschiva di Bures
  - 1204 - 1219: Raul II di Saint-Omer, figlio di Gualtiero e di Eschiva di Bures
  - 1219 - 1265: Eschiva di Tabaria, figlia del precedente, moglie di Eudes di Montbéliard (+1244)

- 1240 - 1247: Eschiva di Tabaria (il principato tornò, per un breve periodo, ai cristiani)
- 1247 il principato fu ripreso definitivamente dai musulmani, il titolo di principe passò a:
- 1247 - 1265: Eschiva di Tabaria
- 1265 - 1315: Baliano II di Ibelin nipote della precedente
- 1315 - 1319: Giacomo di Ibelin figlio del precedente
- 1320 circa - 1343: Guido di Lusignano, figlio di Ugo IV di Cipro
- 1343 - 1385: Ugo di Lusignano (1343–1386), figlio del precedente
- 1389 - 1397: Giovanni di Brie
- 1413 - 1427: Enrico di Lusignano figlio di Giacomo I di Cipro
- 1441 - 1445: Giacomo di Cafran nobile cipriota
- Filippo di Lusignano (?–ca 1466), figlio di Enrico di Lusignano